# Большая синагога (Рим)
Большая синагога Рима (итал. Tempio Maggiore di Roma) — самая большая синагога в Риме.

## История

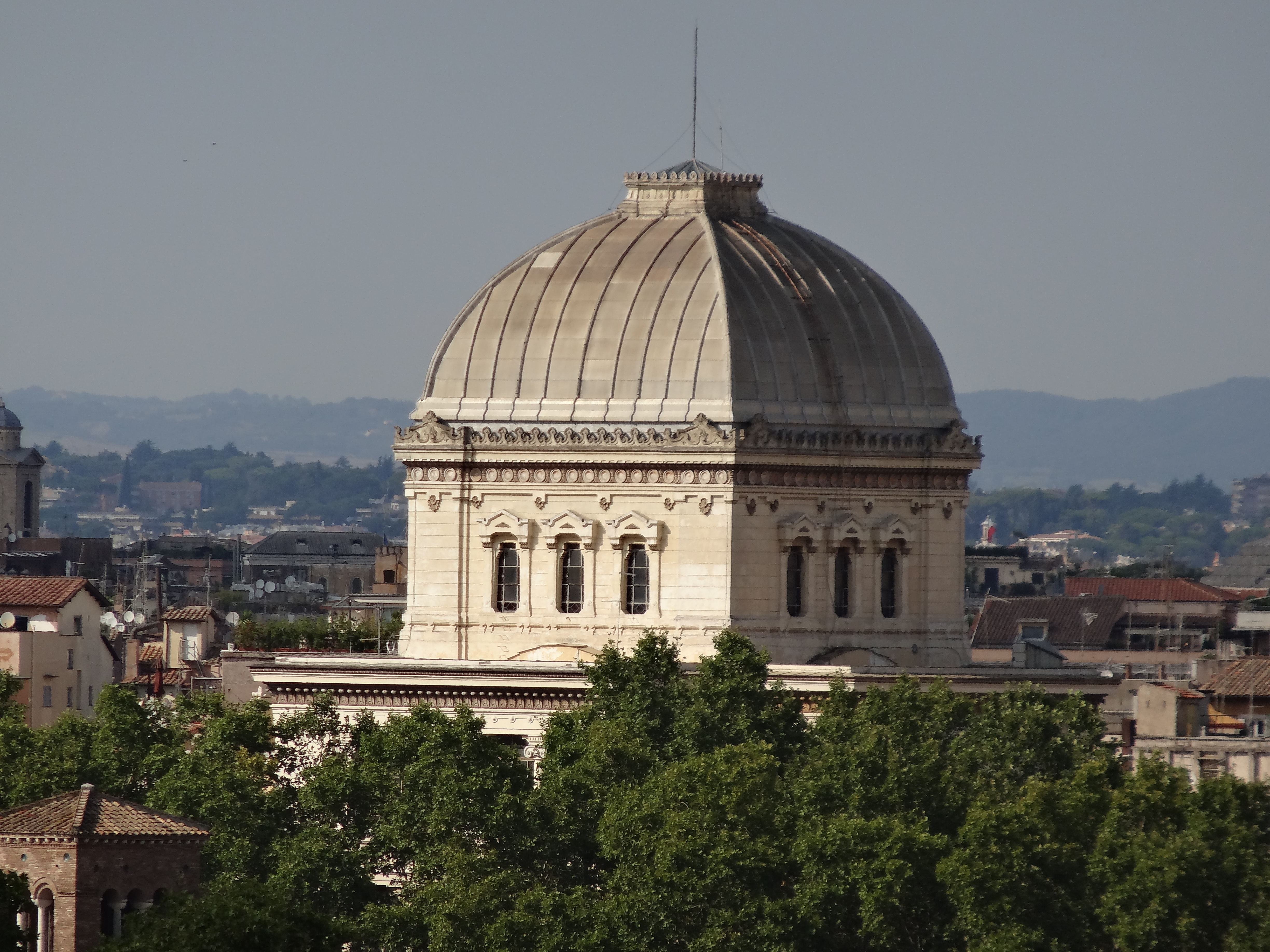
Вид на Большую синагогу с холма Авентин

Настоящее здание синагоги было построено вскоре после объединения Италии в 1870 году, когда Королевство Италия захватило Рим и Папское государство перестало существовать. Римское гетто было разрушено, и евреи получили гражданство. Здание, в котором ранее размещалась синагога гетто (со сложной структурой корпусов в одном здании) было снесено, и еврейская община начала строить планы на новое и впечатляющее здание.
В субботу 9 октября 1982 года в 11:55 утра вооруженными палестинскими террористами было совершено нападение у входа в Большую синагогу Рима. Был убит двухлетний мальчик Стефано Гай Таше и 37 мирных жителей получили ранения.
13 апреля 1986 года Папа Иоанн Павел II посетил Большую синагогу. Это событие стало первым известным визитом Папы в синагогу с начала истории Римско-католической церкви. Он молился с раввином Элио Тоаффом, бывшим главным раввином Рима. Это было воспринято как попытка улучшения отношений между католицизмом и иудаизмом в рамках программы Иоанна Павла II, направленной на улучшение отношений с евреями. В 2010 году в синагогу состоялся визит Папы Римского Бенедикта XVI, которого принимал раввин Риккардо Ди Сеньи.
Синагога отметила свой столетний юбилей в 2004 году. В дополнение к действующему молитвенному дому, синагога также служит культурным и организационным центром Comunità Ebraica di Roma (еврейской общины Рима). В здании располагаются офисы Главного раввина Рима, а также Еврейский музей Рима.

## Экстерьер
Внешний вид здания разработан архитекторами Винченцо Коста и Освальдо Арманни; здание строилось с 1901 по 1904 годы на берегах Тибра, с видом на старое гетто. Благодаря эклектичному стилю синагога выделяется даже в городе, известном достопримечательностями и сооружениями. Алюминиевый купол синагоги является единственным квадратным куполом у зданий в Риме и легко идентифицирует культовое сооружение даже на расстоянии.